# Municipio de Ewing (Nebraska)
El municipio de Ewing (en inglés: Ewing Township) es un municipio ubicado en el condado de Holt en el estado estadounidense de Nebraska. En el año 2010 tenía una población de 436 habitantes y una densidad poblacional de 3,1 personas por km².

## Geografía
El municipio de Ewing se encuentra ubicado en las coordenadas 42°13′47″N 98°21′56″O / 42.22972, -98.36556. Según la Oficina del Censo de los Estados Unidos, el municipio tiene una superficie total de 140.87 km², de la cual 140,57 km² corresponden a tierra firme y (0,22 %) 0,3 km² es agua.

## Demografía
Según el censo de 2010, había 436 personas residiendo en el municipio de Ewing. La densidad de población era de 3,1 hab./km². De los 436 habitantes, el municipio de Ewing estaba compuesto por el 99,54 % blancos y el 0,46 % eran de una mezcla de razas. Del total de la población el 0 % eran hispanos o latinos de cualquier raza.